# 버스커 버스커 1집
《버스커 버스커 1집》은 버스커 버스커의 첫 정규 앨범으로, 거리공연에 선보였던 곡 중에서 발표 예정 시기인 봄에 어울릴 곡을 선별하고 녹음해 CJ E&M을 통해 2012년 3월 29일 발매했다. 3월 22일에 〈이상형〉을 선공개했으며, 이 곡은 각종 음원차트에서 1위를 기록하였다. 29일에는 전 수록곡이 공개되자마자 차트의 상위권에 랭크되었고, 타이틀 곡 〈벚꽃 엔딩〉은 각종 차트에서 1위를 기록하였다.

## 평가
《Weiv》의 최민우는 "신인의 패기나 신선함을 드러내기보다는 전형성에 의탁해 몸을 사리는, 얌전하게 찍은 여권사진 같은 음반이라는 인상이다. 노래방 반주처럼 달달한 스트링과 일렉트릭 기타 솔로를 덕지덕지 바른 〈여수 밤바다〉의 몰개성적인 편곡을 대표적인 예로 들 수 있겠다."라고 평가했다. 《이즘》의 여인협은 별 5개 만점에 3.5개를 주며 "앨범을 관통하는 정서는 봄, 그리고 사랑이다. 초반의 4연타가 특히 강렬한데, 인트로 격의 연주곡 〈봄바람〉이 첫 계절을 맞는 들뜬 마음을 자극하고 나면 이어지는 〈첫사랑〉이 제목 그대로 첫 사랑의 설렘을 기억 속에서 소환해낸다. 흥겨운 전자기타의 리듬커팅 사운드와 슬라이드 멜로디는 기타 연주자로서의 장범준을 각인시키기도한다."고 평가했다. 음악평론가 노준영은 보도 자료로 인용된 트위터 코멘트를 통해 "음악의 모든 요소를 집약적으로 최소화해 대중에 제시하고, 담백한 필을 바탕으로 공감대를 형상해내는 미니멀리즘의 음악"이라고 호평했다.
또한 그의 벚꽃 엔딩은 대중들에게는 '후세에 봄이 사라졌을 때에, 우리의 봄은 이런 봄이었다는 것을 전해줄 수 있다'라는 호평을 받기도 했으며, 해마다 차트 재점령등 일부 팬들에게는 '벚꽃 연금'(해마다 저작권료를 받고 있음을 빗댐) 이라고 불리기도 한다. 매년 봄이 찾아올 때 즈음이면 벚꽃 엔딩은 음원사이트에서 항상 역주행을 하면서 봄을 알리는 대표곡으로 자리매김하고 있는 것을 볼 수 있다.

## 구성
| 제목            | 소개 |
| --------------- | --- |
| 봄바람          | 벚꽃 엔딩의 인트로에 해당하는 곡으로, 봄바람이라는 테마를 담은 왈츠 연주곡이다. 기타, 베이스, 드럼 연주를 과감하게 배제했다. |
| 첫사랑          | 첫사랑으로 아파하던 동생을 위해 장범준이 위로의 의미로 만든 곡으로, 장범준과 그의 친동생 장기준이 공동으로 작사했다. 첫사랑 당시에 느낄 수 있는 설렘과 아픔을 그대로 담아낸 가사가 특징이다.                                                         |
| 여수 밤바다     | 어쿠스틱 발라드 곡으로 장범준이 여수 만성리 해수욕장에서 아르바이트 할 때 영감을 얻은 노래이다. 밤바다에 비치는 화려한 불빛들을 보며 사랑하는 사람과 함께 그 순간을 나누고 싶은 마음을 서정적인 가사로 전달하고 있다.                                |
| 벚꽃 엔딩       | 장범준 등이 거리공연을 한 북일고 벚꽃축제에서 영감을 얻은 노래이다. 낭만적인 벚꽃축제의 풍경을 묘사하는 노랫말과 어쿠스틱한 멜로디가 특징인 이 노래는 특히 벚꽃잎이 봄바람에 휘날리는듯한 장범준의 가성이 백미다.                                    |
| 이상형          | 예쁘지 않은 여자를 좋아하는 친구의 이야기를 바탕으로 한 록큰롤 장르의 곡이다. |
| 외로움 증폭장치 | 영화 <시계태엽 오렌지>를 모티브로 만든 노래이다. 기타로만 구성되어 아날로그하고 어쿠스틱한 느낌이 돋보이는 곡으로 김형태가 보컬로 참여했다.‘브래드 한판 쉬기’라는 부제답게 브래드의 드럼은 들을 수 없지만, 대신 그의 휘파람 소리가 빈 자리를 메운다. |
| 골목길          | 골목길 어귀에서’의 인트로에 해당하는 곡이다. |
| 골목길 어귀에서 | 헤어졌던 여자를 우연찮게 골목길 어귀에서 만나 다시금 그때 감정이 피어 오르면서도 얼굴은 굳어지는 상황의 감정을 표현한 곡이다. |
| 전활거네        | 사랑하는 여자와 헤어진 후 다 잊겠다고 했지만 결국 전활 걸고 마는 남자의 외로운 감정을 표현한 곡이다. |
| 꽃송이가        | 좋아하는 여자의 마음이 열리는 모습을 ‘꽃송이’로 비유하여 상대에게 특별한 의미가 되기 위해 노력하는 남자의 모습을 경쾌하게 그린 곡이다. “이상하게 왠지 잘 될 것 같은 여자는 안 된다는 말이 없다”는 장범준의 생각을 바탕으로 했다.                     |
| 향수            | 3살짜리 어린 아이에게 사랑이 무엇인지 물었을 때 대답한 유명한 외국 글을 바탕으로 만든 곡으로, 순수하고도 진솔한 노랫말과 서정적인 멜로디가 특징을 이룬다.                                                                                            |

## 수록곡
| #            | 제목                                       | 작사           | 작곡           | 편곡                   | 재생 시간 |
| ------------ | ------------------------------------------ | -------------- | -------------- | ---------------------- | --------- |
| 1.           | 〈봄바람〉                                 |                | 장범준, 김지수 | 장범준, 김지수         | 1:46      |
| 2.           | 〈첫사랑〉                                 | 장범준, 장기준 | 장범준         | 장범준, 배영준         | 3:29      |
| 3.           | 〈여수밤바다〉                             | 장범준         | 장범준         | 장범준, 배영준         | 4:39      |
| 4.           | 〈벚꽃 엔딩〉                              | 장범준         | 장범준         | 장범준, 배영준         | 4:20      |
| 5.           | 〈이상형〉                                 | 장범준, 황용하 | 장범준         | 장범준, 배영준         | 3:23      |
| 6.           | 〈외로움 증폭장치(브래드 드럼 한판 쉬기)〉 | 장범준         | 장범준         | 장범준, 배영준         | 3:03      |
| 7.           | 〈골목길〉                                 |                | 장범준         | 장범준, 배영준         | 0:36      |
| 8.           | 〈골목길 어귀에서〉                        | 장범준         | 장범준         | 장범준, 배영준         | 3:16      |
| 9.           | 〈전활거네〉                               | 장범준         | 장범준         | 장범준, 배영준         | 3:11      |
| 10.          | 〈꽃송이가〉                               | 장범준         | 장범준         | 장범준, 배영준, 기현석 | 3:22      |
| 11.          | 〈향수〉                                   | 장범준         | 장범준         | 장범준, 배영준         | 3:39      |
| 총 재생 시간 | 총 재생 시간                               | 총 재생 시간   | 총 재생 시간   | 총 재생 시간           | 34:44     |

| #            | 제목                                       | 작사           | 작곡           | 편곡                   | 재생 시간 |
| ------------ | ------------------------------------------ | -------------- | -------------- | ---------------------- | --------- |
| 1.           | 〈봄바람〉                                 |                | 장범준, 김지수 | 장범준, 김지수         | 1:46      |
| 2.           | 〈첫사랑〉                                 | 장범준, 장기준 | 장범준         | 장범준, 배영준         | 3:29      |
| 3.           | 〈여수밤바다〉                             | 장범준         | 장범준         | 장범준, 배영준         | 4:39      |
| 4.           | 〈벚꽃 엔딩〉                              | 장범준         | 장범준         | 장범준, 배영준         | 4:20      |
| 5.           | 〈이상형〉                                 | 장범준, 황용하 | 장범준         | 장범준, 배영준         | 3:23      |
| 6.           | 〈외로움 증폭장치(브래드 드럼 한판 쉬기)〉 | 장범준         | 장범준         | 장범준, 배영준         | 3:03      |
| 7.           | 〈골목길〉                                 |                | 장범준         | 장범준, 배영준         | 0:36      |
| 8.           | 〈골목길 어귀에서〉                        | 장범준         | 장범준         | 장범준, 배영준         | 3:16      |
| 9.           | 〈전활거네〉                               | 장범준         | 장범준         | 장범준, 배영준         | 3:11      |
| 10.          | 〈꽃송이가〉                               | 장범준         | 장범준         | 장범준, 배영준, 기현석 | 3:22      |
| 11.          | 〈향수〉                                   | 장범준         | 장범준         | 장범준, 배영준         | 3:39      |
| 총 재생 시간 | 총 재생 시간                               | 총 재생 시간   | 총 재생 시간   | 총 재생 시간           | 34:44     |

## 차트

### 음반 차트
| 차트                      | 최고 순위 |
| ------------------------- | --------- |
| 한국 가온 앨범 차트(주간) | 1         |

### 노래 차트
| 〈벚꽃 엔딩〉       | 1  | 1  |
| 〈첫사랑〉          | 2  | 4  |
| 〈여수 밤바다〉     | 3  | 5  |
| 〈외로움 증폭장치〉 | 6  | 8  |
| 〈이상형〉          | 7  | 8  |
| 〈꽃송이가〉        | 8  | 10 |
| 〈전활 거네〉       | 11 | 16 |
| 〈향수〉            | 13 | 24 |
| 〈골목길 어귀에서〉 | 15 | 23 |
| 〈봄바람〉          | 18 | 22 |
| 〈골목길〉          | 23 | -  |